# AP生物學
大学先修课程生物学（又称AP生物学、AP Bio）是美国大学理事会大学先修课程中的生物学科目，为有志向在将来修读相关专业，具备高中级别生物和化学知识的学生，提供为期两个学期时长的大学生物学入门课程。另外，学生可以在每年5月份参加全球统一的考试以检测自己对AP生物学知识的掌握程度。

## 课程
| 主题               | 考试占比 |
| ------------------ | -------- |
| 生物化学           | 8%–11%   |
| 细胞结构与功能     | 10%–13%  |
| 生物能量学         | 12%–16%  |
| 细胞通讯和细胞周期 | 10%–15%  |
| 遗传学             | 8%-11%   |
| 基因表达与调控     | 12%-16%  |
| 自然选择           | 13%-20%  |
| 生态学             | 10%-15%  |

## 考试
AP生物学考试考察学生对课程单元所涵盖的生物概念的理解，以及运用科学方法和分析数据的能力。考试时允许使用四则、科学、图形计算器。
考试总时长为3小时，分为两部分，均限时1个小时30分钟，各占总分50%：
- 60个选择题，可能为单个独立问题，或为涉及同一张图表或一组数据呈现的多个问题；
- 6个申论题，包括两个长问题和四个短问题。

自2025年5月起，28科AP考试将转变为混合型或全数字化测试。对于生物学考试，学生将在移动设备上完成选择题并查看申论题，在纸上书写申论题答案并交回。